# Soyez réalistes, demandez l'impossible

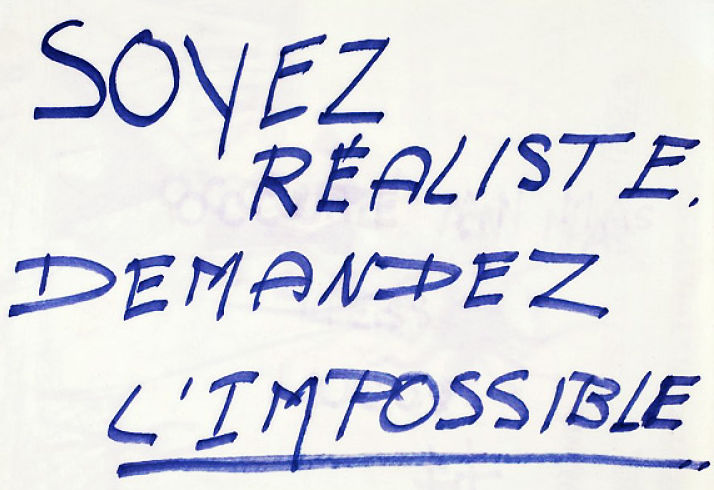
Sciences-Po, Mai 68

Soyez réalistes, demandez l'impossible est parfois présenté comme un des slogans de Mai 68,,,.

## Origines
Selon Christophe Bident : « Mascolo raconte comment l'un des plus fameux slogans de Mai 68, « Soyez réalistes / Demandez l'impossible », vit le jour à l'écoute d'une discussion à l'usine Renault de Billancourt. Un syndicaliste dit à deux membres du Comité : « Il faut être réaliste, il ne faut pas demander l'impossible ». L'après-midi, à Censier, dit Mascolo, « nous avions un papier, un imprimeur, et nous cherchions des thèmes. Ça a été spontané, je ne peux que le donner pour une intuition collective » : le propos est retourné. »
Le slogan apparait sur un mur de la Faculté de Censier,
« Du mouvement étudiant, les grévistes n'avaient épousé que la radicalité : « Soyez réalistes, demandez l'impossible », mise au service des revendications et non plus de la révolution. Cette négociation sociale dopée par une dynamique révolutionnaire brise le mur de verre qui délimite le champ du possible. »
Jean-Pierre Le Goff pointe, en 1998, que « la provocation, l'humour et l'insolence viennent briser la monotonie d'un discours technocratique. Sur les murs s'affiche une parole provocatrice qui dévoile, par un humour corrosif et surréaliste, l'insignifiance du discours technocratique [...] Les formules toutes faites du discours dominant sont reprises et détournées de leur sens : « Construire des milliers de parkings pour que les enfants puissent jouer dans les caniveaux », « Ne changeons pas d'employeurs, changeons l'emploi de la vie »,« Soyez réalistes, demandez l'impossible »...

## Commentaires
- Pour l'écrivain Philippe Sollers en 1998 : « Voilà le plus beau slogan de Mai 68, le plus profond, le plus explicitement surréaliste. Il peut être répété à n'importe quel moment. Il n'a pas une ride. »[10],[11]

- Pour le journaliste Bernard Guetta en 2007 : « La réalité n'est jamais celle qu'on avait rêvée. Sous le communisme, la liberté était aussi belle que la République l'avait été sous l'Empire ou les indépendances sous le colonialisme. Peut-être mes désillusions sont-elles-mêmes encore plus grandes que les vôtres car ma génération - "Soyez réalistes : demandez l'impossible..." - a tout cru possible. »[12]

- Pour l'historien Adam Michnik en 2014, « Soyez réalistes, demandez l'impossible [est] Un très beau slogan qui exprimait aussi notre comportement global. [...] En 1968 [en Pologne], nous demandions l'impossible sans trop d'espoir »[13].

- Pour Jacques Julliard en 2012, « Un rejet affirmé du rationalisme qualifié de bourgeois, un goût prononcé pour le paradoxe surréaliste et pour la provocation, l'horreur de toute limitation du possible, considérée comme un piège (« Soyez réalistes, demandez l'impossible ») ont fait de Mai 68 le mouvement le plus délibérément « déraisonnable » et même irrationaliste des temps modernes. »[14]

- Et l'écrivaine française Leslie Kaplan de conclure en 2013, « Soyez réalistes, demandez l’impossible. Slogan ironique et joueur, toujours d’actualité bien sûr, qui déjoue l’idée même de slogan publicitaire, l’idée même de la pub : celle-ci, on le sait, fait toujours la pub pour la pub, elle est auto-référente, elle définit un monde binaire : soit on est avec, soit on est sans (la pub, le produit), et sous prétexte d’un monde beau, gentil, sain, et propre, elle cherche toujours à imposer de façon pas gentille du tout, mais autoritaire et simplificatrice, son mode de vie, de voir et de penser. »[15]

## Postérité
- André Blavier, Soyez réalistes demandez l'impossible, exposition, Villa Pelsser, Henri-Chapelle, printemps 1997.
- Frédéric Demont, Soyez réalistes, demandez l'impossible, 2008.
- Olga Kisseleva: Soyez réalistes, demandez l'impossible, Semaine, Arles, 2008.
- Mike Davis, Soyez réalistes, demandez l'impossible, Les Prairies ordinaires, 2012, 80 p. (ISBN 978-2350960579)

## Photographies
- Gérard-Aimé / Gamma-Rapho, 3 mai 1968, voir en ligne.